# 네로
네로(Nero)는 로마 제국의 제5대 황제(37년 12월 15일 ~ 68년 6월 9일, 재위 54년 10월 13일 ~ 68년 6월 9일)이자 율리우스-클라우디우스 왕조의 마지막 황제이다. 본래 이름은 루키우스 도미티우스 아헤노바르부스(Lucius Domitius Ahenobarbus)이며, 황제가 되어 네로 클라우디우스 카이사르 아우구스투스 게르마니쿠스(Nero Claudius Caesar Augustus Germanicus)로 개칭하였다. 클라우디우스의 외종손이자 양자이며 칼리굴라의 외조카이다.

## 생애

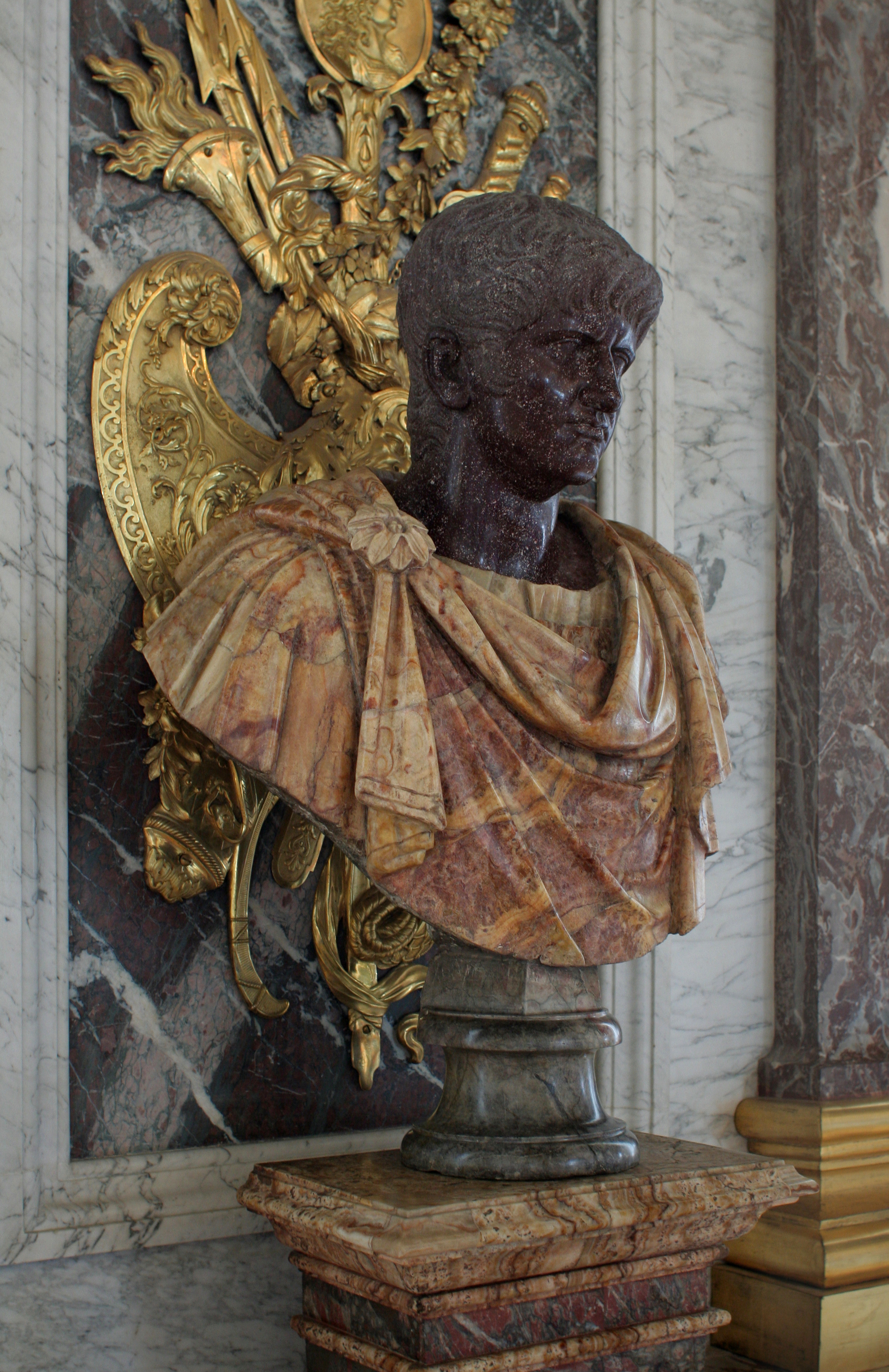
네로

### 재위 이전
서기 37년 가이우스 도미티우스 아헤노바르부스의 아들로 태어났다. 네로의 어머니는 아우구스투스의 증손녀이자 게르마니쿠스의 딸인 율리아 아그리피나이다. 그의 출생 당시 로마 제국은 외삼촌인 칼리굴라의 집권기였는데, 태어난 지 얼마 안 돼 아버지가 사망하였다. 서기 49년 어머니인 아그리피나가 숙부(네로의 외종조부)이자 당시 로마 제국 황제였던 클라우디우스와 결혼하였고, 네로는 클라우디우스의 양자가 되었다.

### 재위 시기

#### 취임 및 업적
네로는 서기 54년 양부 클라우디우스의 친아들인 세 살 차이의 의붓동생 브리타니쿠스를 제치고 황제로 취임하였다. 집권 전반기 그는 철학자이자 정치인인 세네카와 근위군단 장교 부루스의 보좌를 받아 선정을 베풀었다. 또한, "로마의 신이 황제에게 로마 문화를 발전시키라는 명령을 했다."라는 신념에 따라 로마의 문화와 건축을 발전시켰다. 네로는 자신을 예술가의 지도자로 생각하여 시, 노래, 건축 등 예술을 지원했는데, 지금도 네로 시대 당시 지어진 화려한 건축물이 남아 있다. 그가 폭군으로 낙인 찍힌 것은 로마 대화재 당시 민심 수습책으로 신흥 종교였던 기독교에 책임을 덮어 씌우고 기독교도를 학살하여 기독교의 뿌리 깊은 원한을 산 이유가 크다.

#### 친족 살해와 기독교도 탄압
그러나 55년 의붓동생인 브리타니쿠스를 독살(이는 어머니 아그리피나의 소행이라는 주장도 있다)하였고, 59년에는 정치적으로 간섭해 온 어머니 아그리피나를, 62년에는 아내 옥타비아를 살해하였다. 
서기 64년 기름 창고 사고가 원인이 되어 로마 대화재가 발생하여 민심이 혼란스러워지자, 당시 로마 제국의 신흥 종교였던 기독교에 책임을 덮어씌워 기독교도를 학살함으로써 로마 제국 황제 중 최초의 기독교 박해자로 기록되었다.
65년에는 스승인 세네카에게 자살 명령을 내렸다.

### 죽음
그는 예술을 사랑하여 2대 제전을 창시하였으나, 정치는 문란하여 68년 친위대까지 반란을 일으켰다.
68년 타라콘네시스 속주 총독 갈바가 일으킨 내전이 일어나고 이에 각지의 총독들이 동조하여, 마침내 원로원으로부터 "국가의 적"이라는 선고를 받았다. 68년 6월 8일 로마를 탈출하여 마지막까지 그의 편에 있던 해방 노예 파온(Phaon)의 별장에서 자살하였다.

### 외양
| “ | 평균 키에 몸 곳곳에는 점이 있었으며, 악취를 풍겼다. 암갈색의 머릿칼에, 매력적이라기보다는 평범한 풍모였다. 눈은 유약해 보이는 파란색이었고, 목은 굵었다. 배가 나왔고, 다리는 매우 가늘었다. | ” |
|   | — 로마의 역사가, 수에토니우스, 《12황제 열전》 |   |

## 같이 보기
- 로마 대화재
- 로마 황제 연대표
- 검은 고양이 네로